# Jean Froissart
Pour les articles homonymes, voir Froissart.
Jean Froissart ou Jehan Froissart, né vers 1337 à Valenciennes et mort vers 1410 à Chimay, est l'un des plus importants chroniqueurs de l'époque médiévale d'Europe de l'Ouest.
Ses Chroniques couvrent la première moitié de la guerre de Cent Ans, à partir de la déposition d'Édouard II en 1326 jusqu'à 1400. Elles constituent une source essentielle pour la connaissance du XIVe siècle et de la culture chevaleresque de l'époque en Angleterre et en France.
En conformité avec les techniques du roman courtois, Froissart s'attache à narrer les prouesses des rois et de leurs preux chevaliers ; il ne s'efface pas derrière le récit des événements mais les commente et prend parfois à témoin son lecteur. Toutefois, en tant qu'historien, il dit ne relater que ce qu'il a vu lui-même ou ce qui lui a été raconté par des témoins sûrs et affirme l'impartialité de son récit. Avec les Vrayes chroniques du chroniqueur liégeois Jean le Bel, dont il s'est beaucoup inspiré, ces Chroniques, qui sont d'une grande cohérence interne, ont fait apparaître la guerre entre les rois de France et d'Angleterre — que l'on appellera plus tard « guerre de Cent Ans » — comme un tout cohérent et un épisode signifiant de l'histoire de ces deux pays.
Outre quelques recueils de poèmes, Froissart est aussi l'auteur de Meliador, un long roman en octosyllabes qui met en scène les exploits des héros arthuriens.

## Biographie

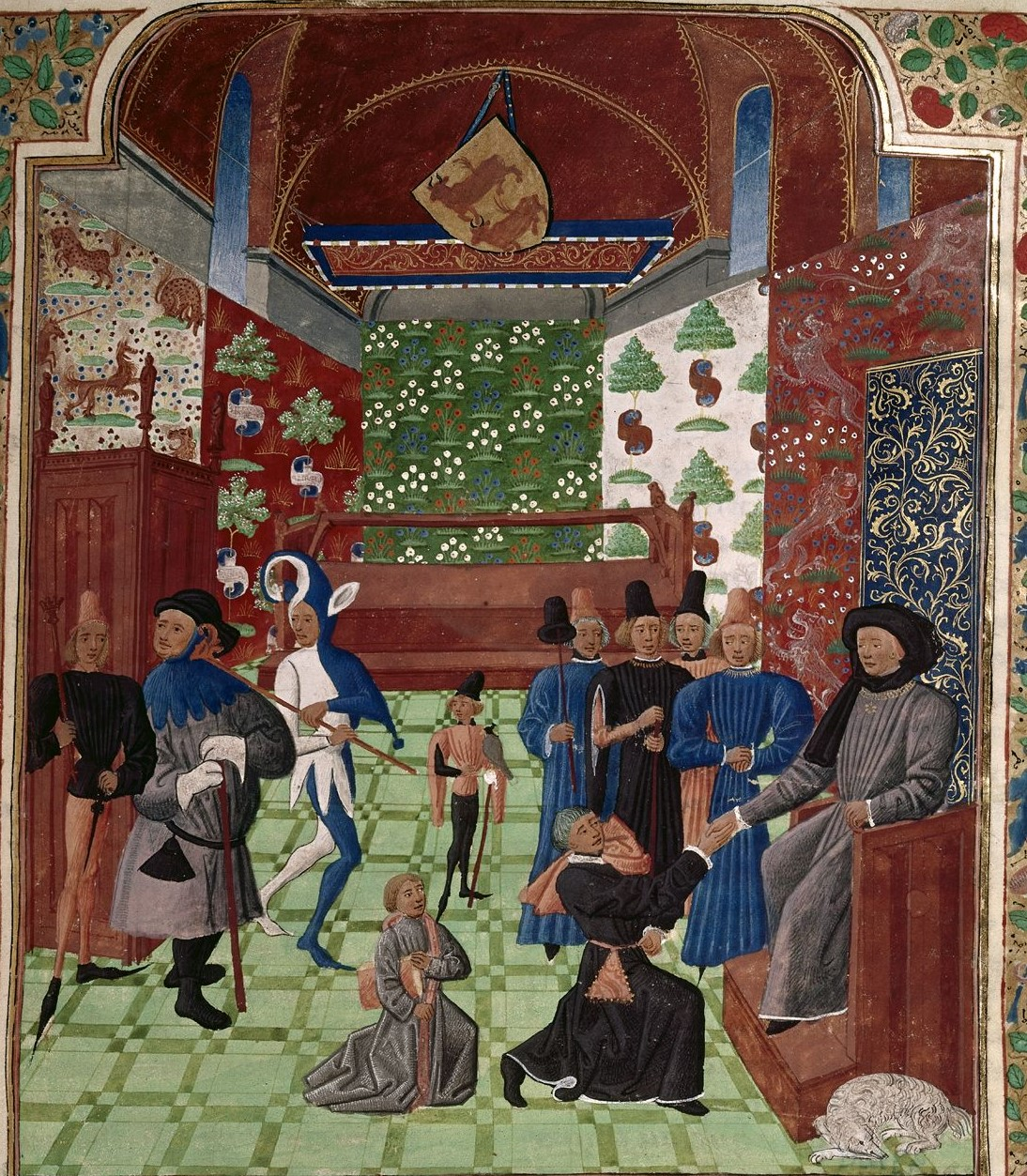
Jean Froissart s'agenouille devant Gaston III de Foix-Béarn.

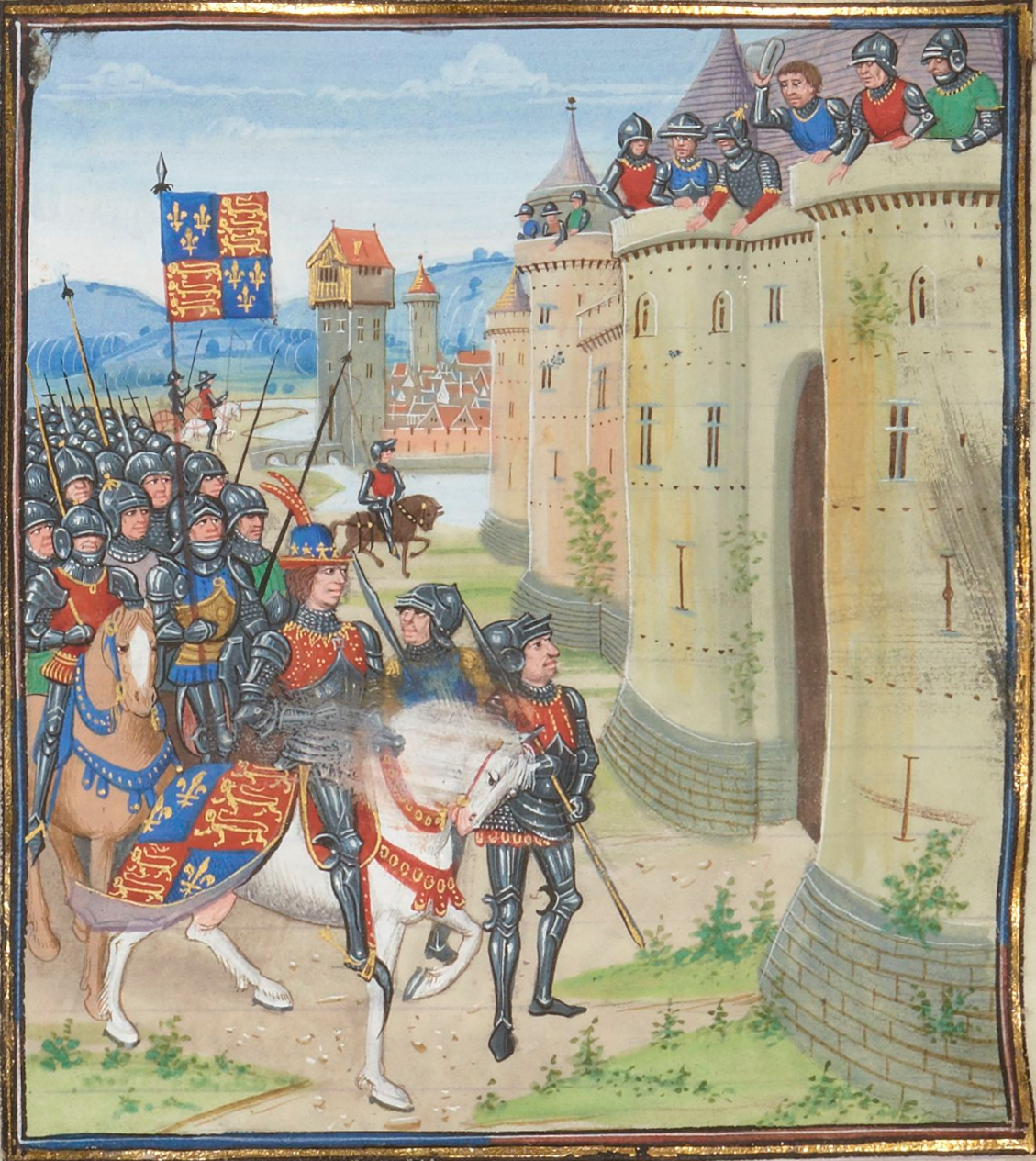
Édouard III assiégeant Berwick (1333)

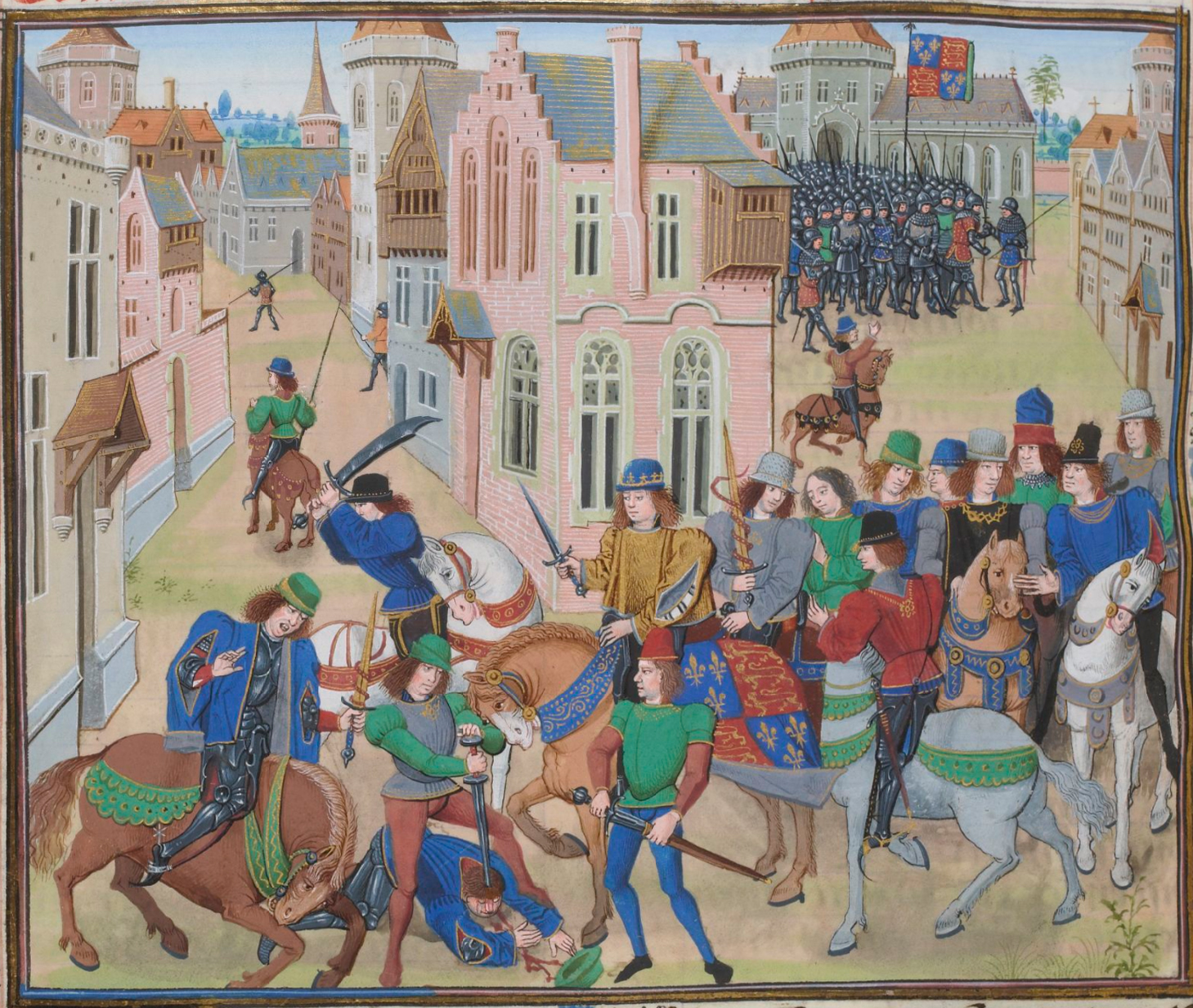
La mort de Wat Tyler.

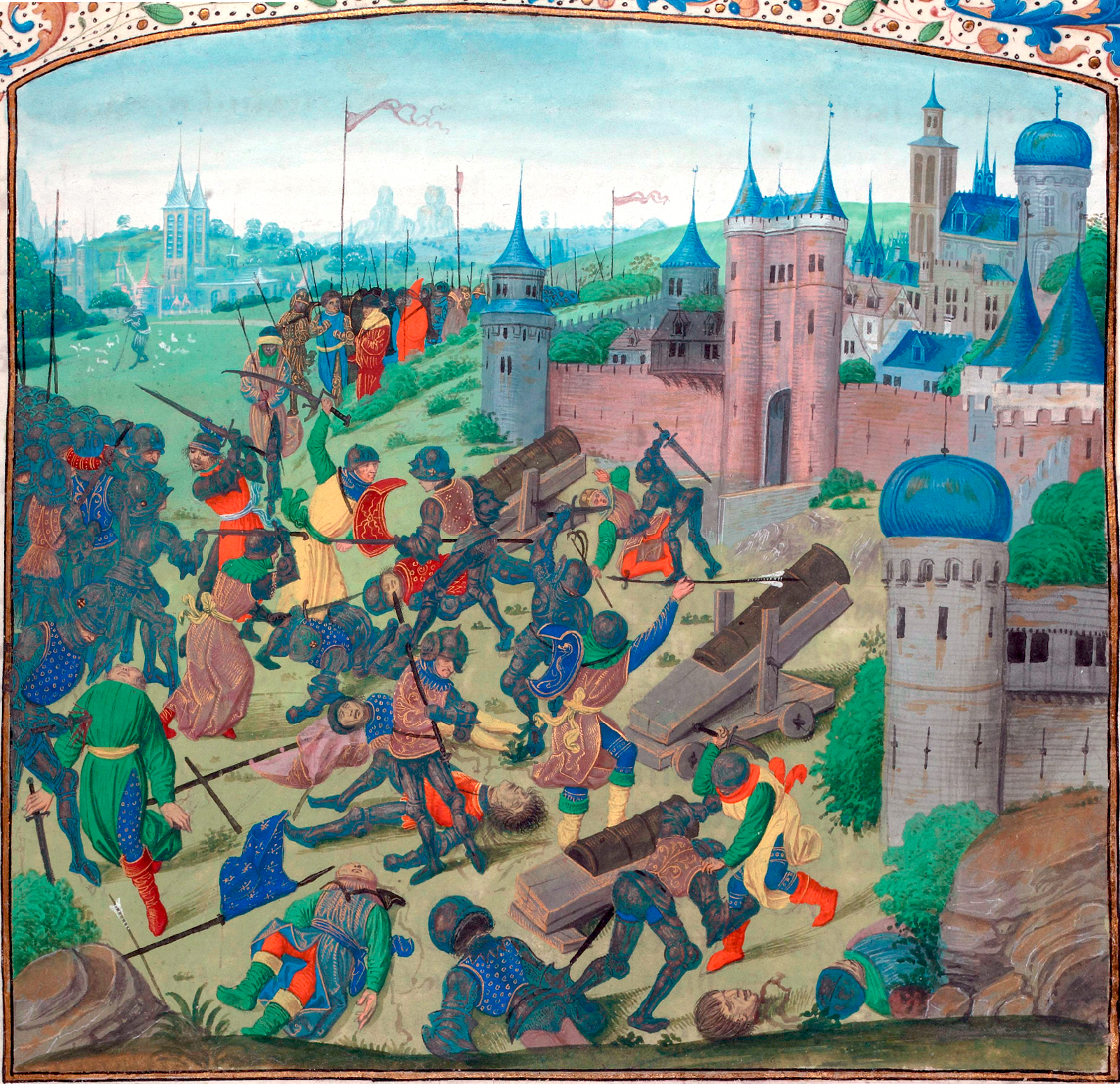
Bataille de Nicopolis (1396).

Très peu de choses sont connues de la vie de Froissart et le peu qui nous est parvenu vient principalement de ses propres chroniques et de ses poésies. Il est né à Valenciennes, dans ce qui était alors le comté de Hainaut. Ses écrits  indiquent que son père était vraisemblablement peintre en armoiries. Il commence à travailler en tant que négociant mais abandonne bientôt pour la prêtrise à laquelle son père le destine. Il reçoit alors l'éducation religieuse destinée aux clercs.
Clerc cultivé, le jeune homme préfère toutefois la vie et les plaisirs. Aussi, vers l'âge de 24 ans, il devient poète dans la veine de Guillaume de Machaut. Robert de Namur l'engage à composer la chronique des guerres du temps et il devient historien officiel à la cour de Philippa de Hainaut, épouse d'Édouard III d'Angleterre.
Les mémoires de ses années au service de Philippa, entre 1361 et 1369, seront regroupés avec les récits d'autres événements dont il avait été témoin, dans le premier livre de ses Chroniques.
En 1361, il arrive en Angleterre, où il reste quatre ans. En 1365, il part pour l'Écosse avec des lettres de recommandation de la reine et demeure trois mois auprès de Robert Bruce (David II, Robert Bruce est mort en 1329), puis passe quinze jours au château de Dalkeith auprès de Guillaume de Douglas, héros de l'indépendance écossaise. Au mois de septembre, il visite l'est du pays, s'arrête, avec Edouard Le Despenser, au château de Berkeley, où avait péri Édouard II en 1327. En janvier 1367, il faillit accompagner le prince de Galles dans son expédition d'Espagne mais, arrivé à Dax, il reçut l'ordre (pour des raisons qui ne nous sont pas parvenues) de repartir pour l'Angleterre.
En 1368, il accompagne à Milan Lionel d'Anvers, duc de Clarence et fils de Philippa, pour son mariage avec la fille de Galéas Visconti. Le cortège qui traverse la France était composé de 447 personnes. À ce mariage étaient aussi présents deux autres auteurs qui marquèrent cette époque : Chaucer, avec qui il avait fait le voyage, et Pétrarque. Il parcourt ensuite la Savoie, puis se rend à Bologne, à Ferrare (où il rencontre Pierre de Lusignan, roi de Chypre) et à Rome où il rencontre Jean V Paléologue, venu demander l'appui du pape. Sur la route du retour, il apprend la mort de Philippa (15 août 1369) et décide de retourner dans son pays. Il y retrouve Robert de Namur, qui avait épousé la sœur de la reine et qu'il avait rencontré à Londres.
Il passe au service du duc Venceslas de Luxembourg en tant que secrétaire puis de Jeanne de Brabant, puis du comte Guy de Blois dont il est clerc de la chapelle (1384) et avec qui il séjourne à la cour des Valois (1384-1386). Il compose alors pour la cour du comte de Blois des pastourelles et des épithalames. Il sert encore Aubert de Bavière et Guillaume IV de Hainaut, ce qui lui permet de poursuivre la rédaction des Chroniques. Il obtient en 1373 (avant le 19 septembre) la cure de Lestines (aujourd'hui Estinnes, un village près de Binche) qui dépendait alors du diocèse de Cambrai. Il devient ensuite chanoine de Chimay, ce qui le libère des soucis financiers.
En 1388 il séjourne en Béarn auprès de Gaston Phébus, cela lui permet de collecter des informations du sud du royaume de France, lui qui était surtout un fin connaisseur des régions du nord.
Retournant en Angleterre en 1395, il semble déçu par les changements qu'il y voit et qu'il considère comme la fin de la chevalerie. La date et les circonstances de sa mort sont inconnues, il semblerait avoir fini ses jours à Chimay où il avait été nommé chanoine et trésorier du chapitre de Sainte-Monégonde.

## Œuvres

### LesChroniques
Avec leurs 1 500 000 mots, les Chroniques constituent une source essentielle pour la connaissance du XIVe siècle et de la culture chevaleresque de l'époque en Angleterre et en France. Les quatre livres couvrent la première moitié de la guerre de Cent Ans, à partir de la déposition d'Édouard II en 1326 jusqu'à 1400. Froissart rapporte principalement les événements qui se sont déroulés en Angleterre, France, Écosse, Pays-Bas et Péninsule Ibérique. Il mentionne aussi occasionnellement des événements impliquant l'Italie, l'Allemagne, l'Irlande, les Balkans, Chypre, la Turquie et l'Afrique du Nord.

Son ouvrage s'inspire en grande partie de l'œuvre d'un autre chroniqueur, Jean le Bel envers qui il reconnaît sa dette dans le prologue : 

« je me veux fonder et ordonner sur les vraies chroniques jadis faites et rassemblées par vénérable homme et discret seigneur monseigneur Jean le Bel, chanoine de Saint-Lambert de Liége, qui grand’cure et toute bonne diligence mit en cette matière, et la continua tout son vivant au plus justement qu’il pût, et moult lui coûta à acquerre et à l’avoir. »

Froissart s'est aussi fondé sur des souvenirs personnels et des témoignages nombreux, qu'il prenait soin de noter dès qu'il le pouvait afin de ne pas les oublier, comme il le précise à plusieurs reprises.
Les qualités de l'écrivain rachètent les faiblesses de l'historien. La prose de Froissart est tour à tour sobre et vigoureuse lorsqu'elle décrit les scènes de bataille — telle la Bataille de Roosebeke —, ou colorée et chatoyante lorsqu'elle évoque la vie luxueuse des cours princières ou la magnificence du roi d'Angleterre.

Quelques miniatures illustrant les Chroniques
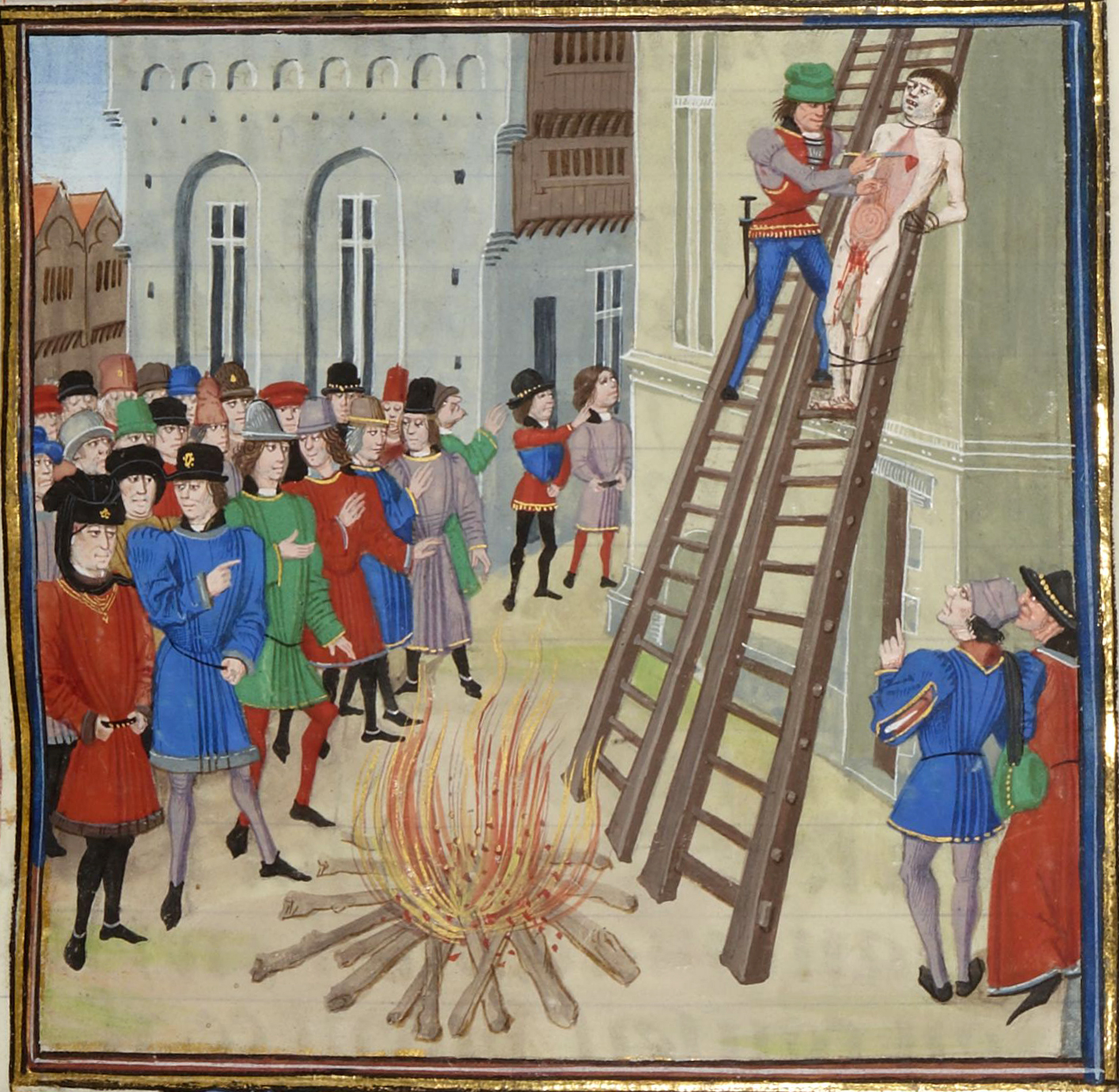
Exécution de Hugues le Despenser (1326).
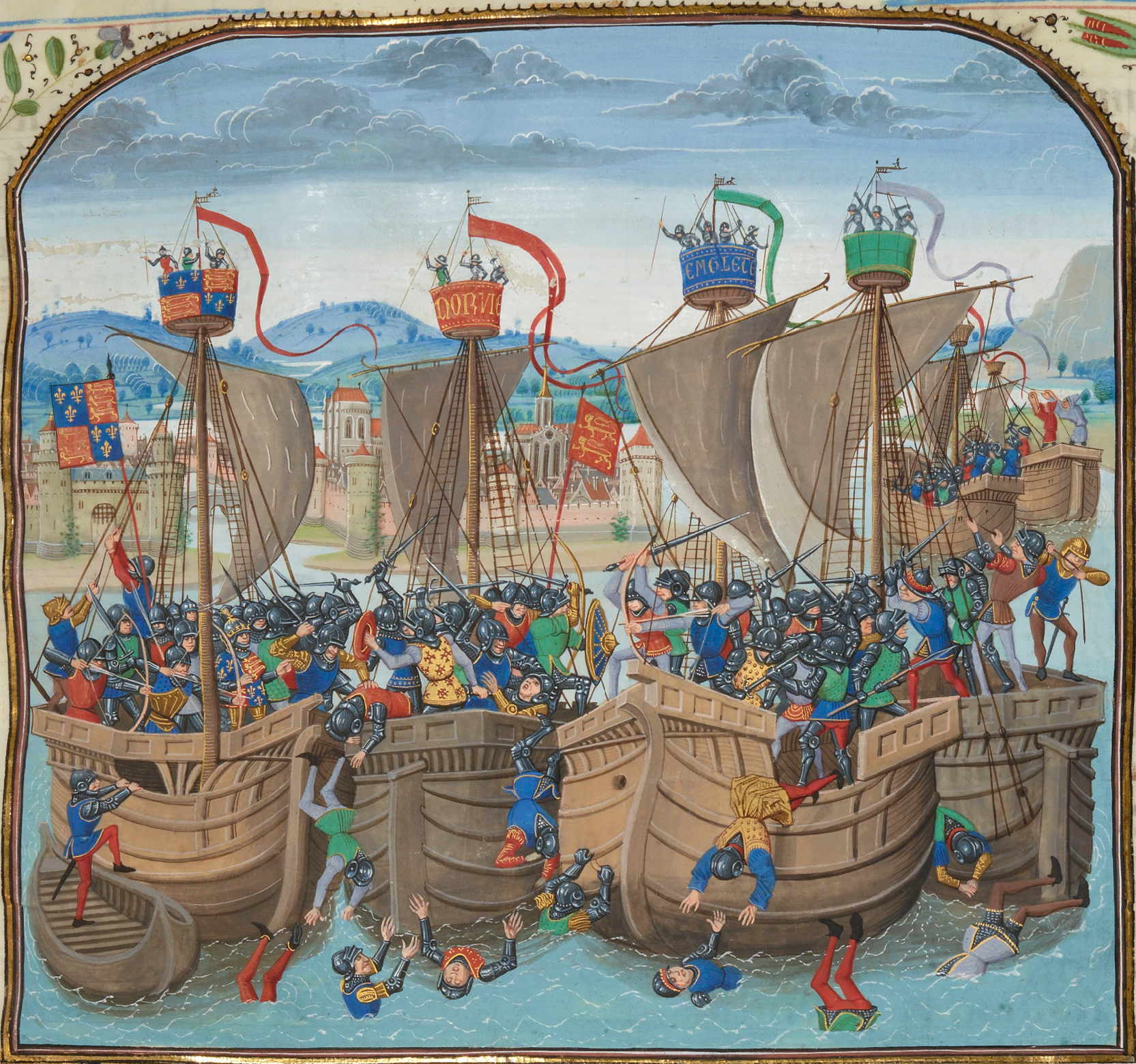
Bataille de L'Écluse (1340).
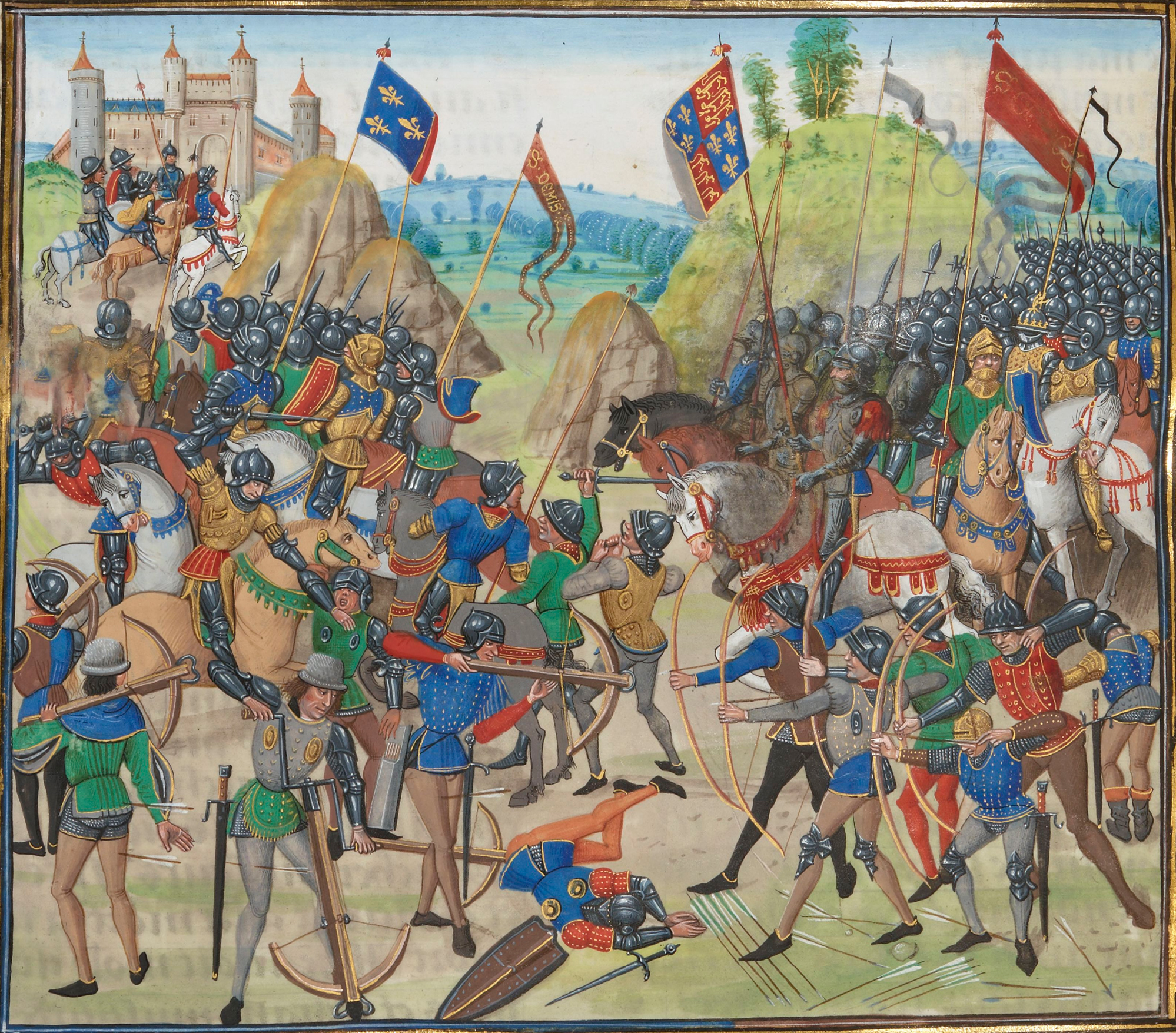
Bataille de Crécy (1346).
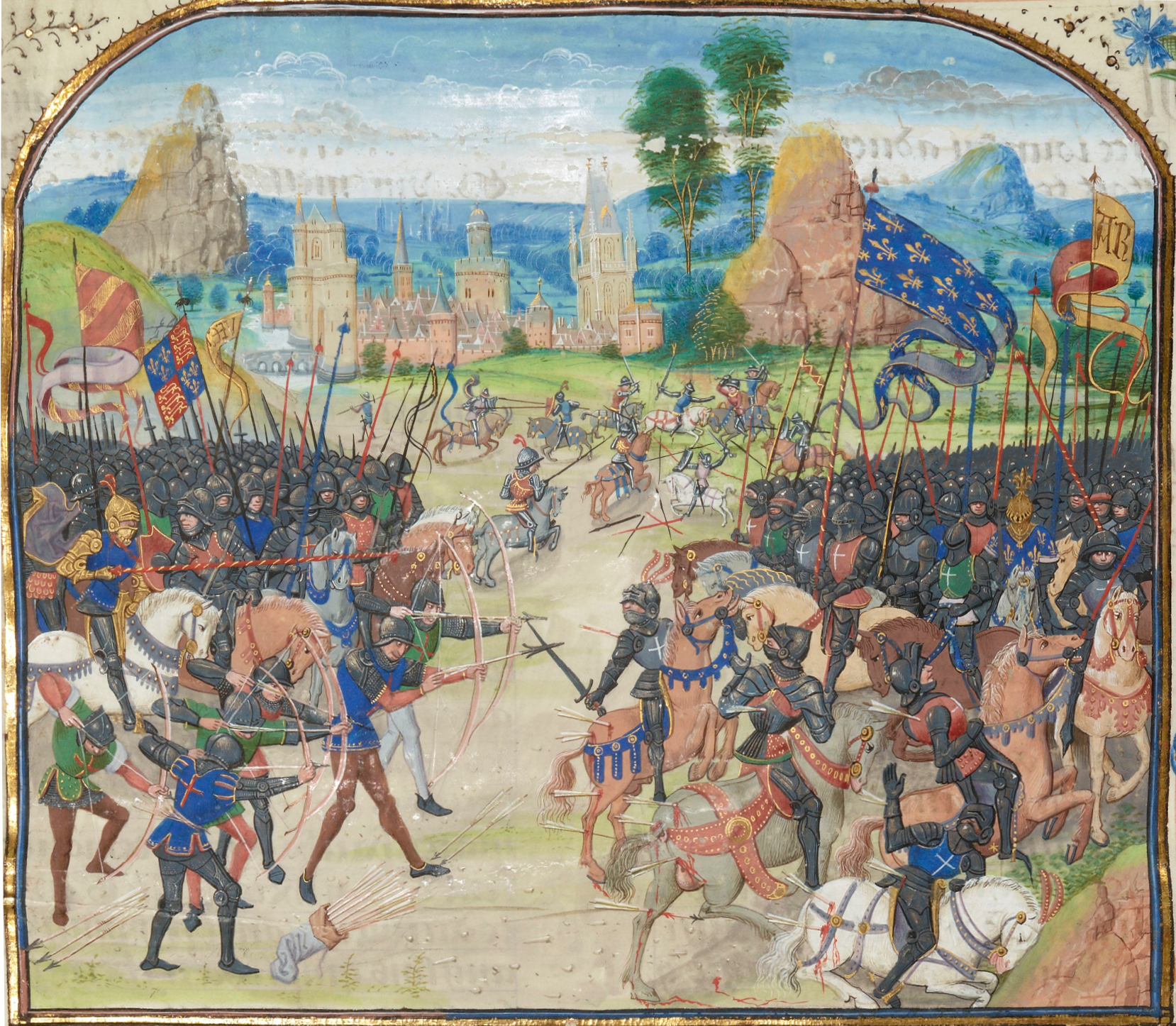
Bataille de Poitiers (1356).
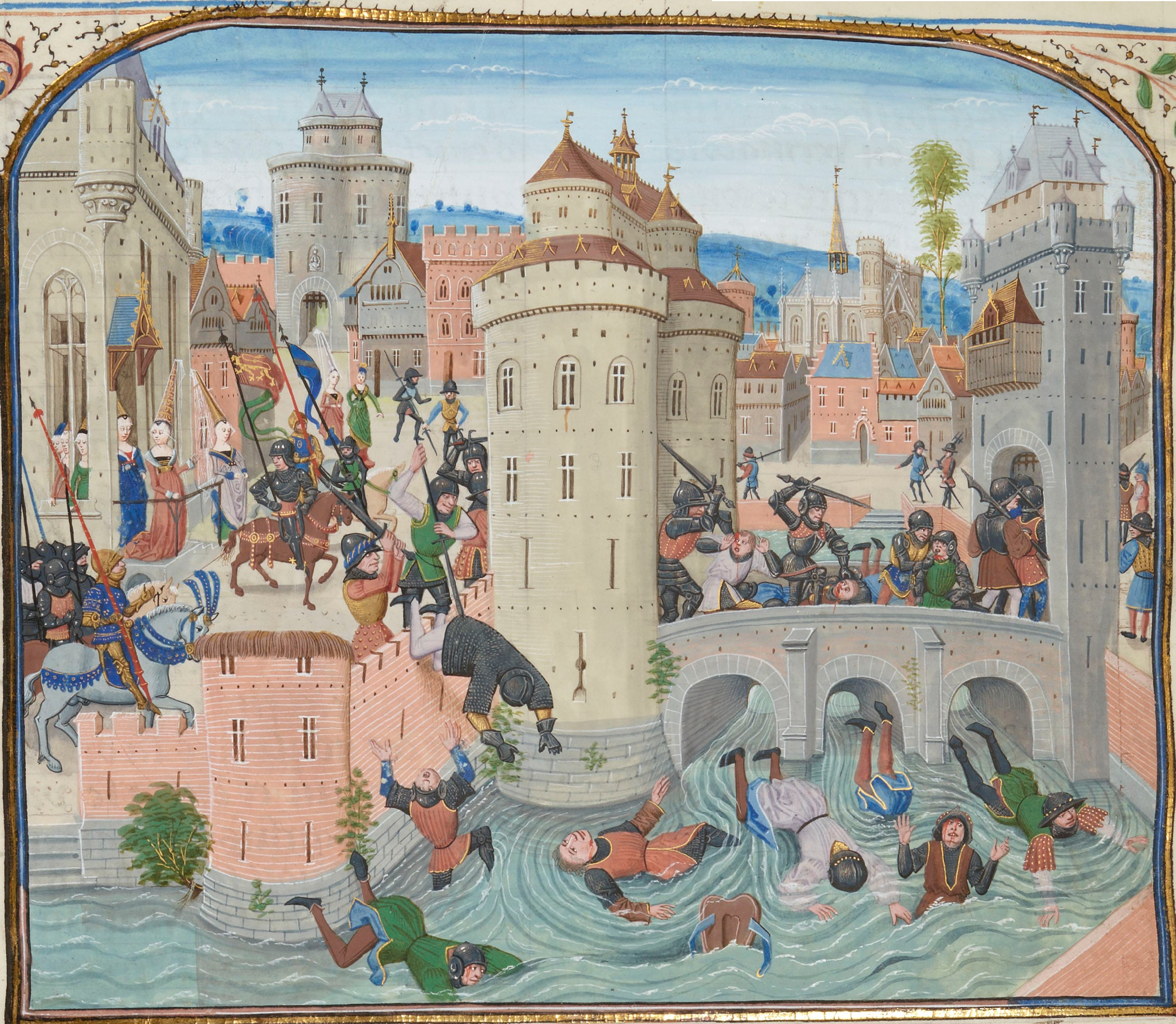
Défaite de la Grande Jacquerie (1358).
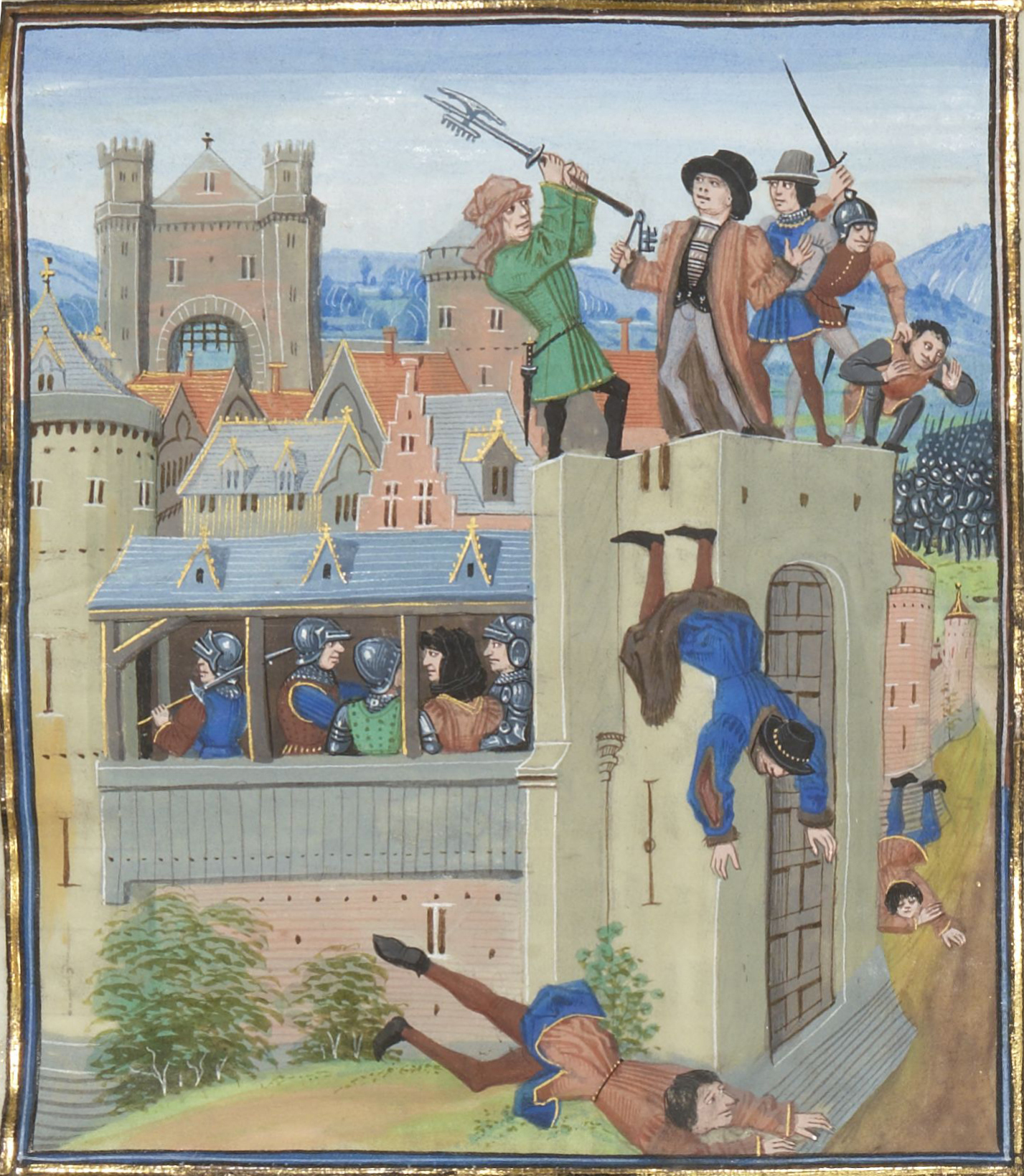
Exécution d'Étienne Marcel et Jean Maillard (1358).
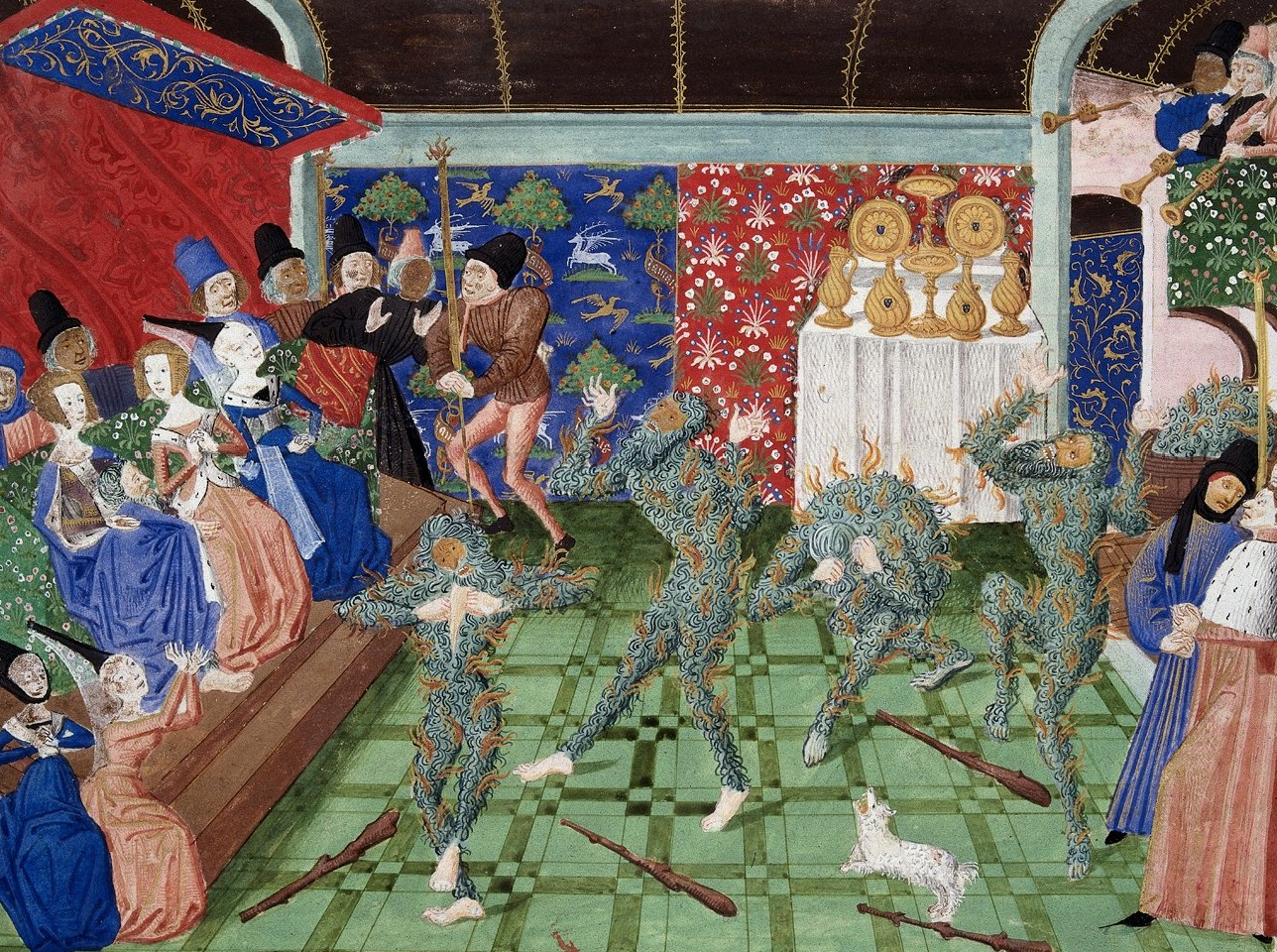
Bal des ardents (1393).
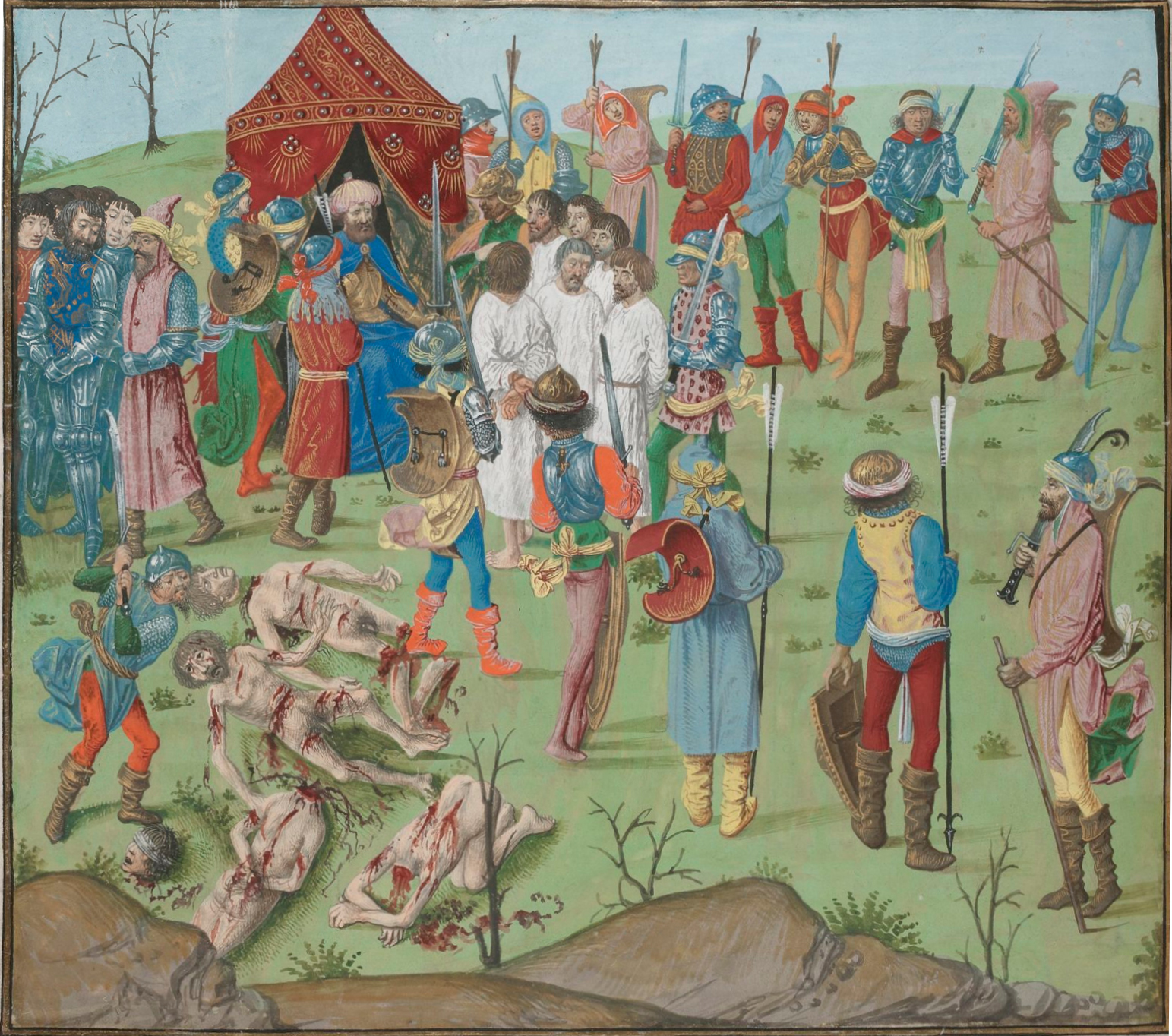
Exécution de prisonniers chrétiens après la bataille de Nicópolis (1396).

Les Chroniques sont remplies d'anecdotes : histoires d'adultère, de revenants, de passages souterrains cachés, d'homicides tragiques, de catastrophes spectaculaires et de possession diabolique. Comme dans beaucoup de chroniques médiévales de son époque, les Chroniques de Froissart sont destinées à un public anglo-flamand lettré. Elles relatent l'histoire officielle de ses différents protecteurs et justifient occasionnellement les meurtres gratuits de leur soldatesque. Froissart contredit parfois la version des chroniqueurs de la cour de France comme Cuvelier. Il a été accusé de ne faire aucune critique historique de ses sources et d'embellir les actions de ses commanditaires dont il relate les exploits. En outre, une étude de l'épisode de la prise du château d'Aimerigot a montré qu'il prend soin de « se référer aux documents originaux toutes les fois qu'il en avait la possibilité (...) il a eu la copie de plusieurs chartes par les registres de la chancellerie des rois de France et d'Angleterre. »

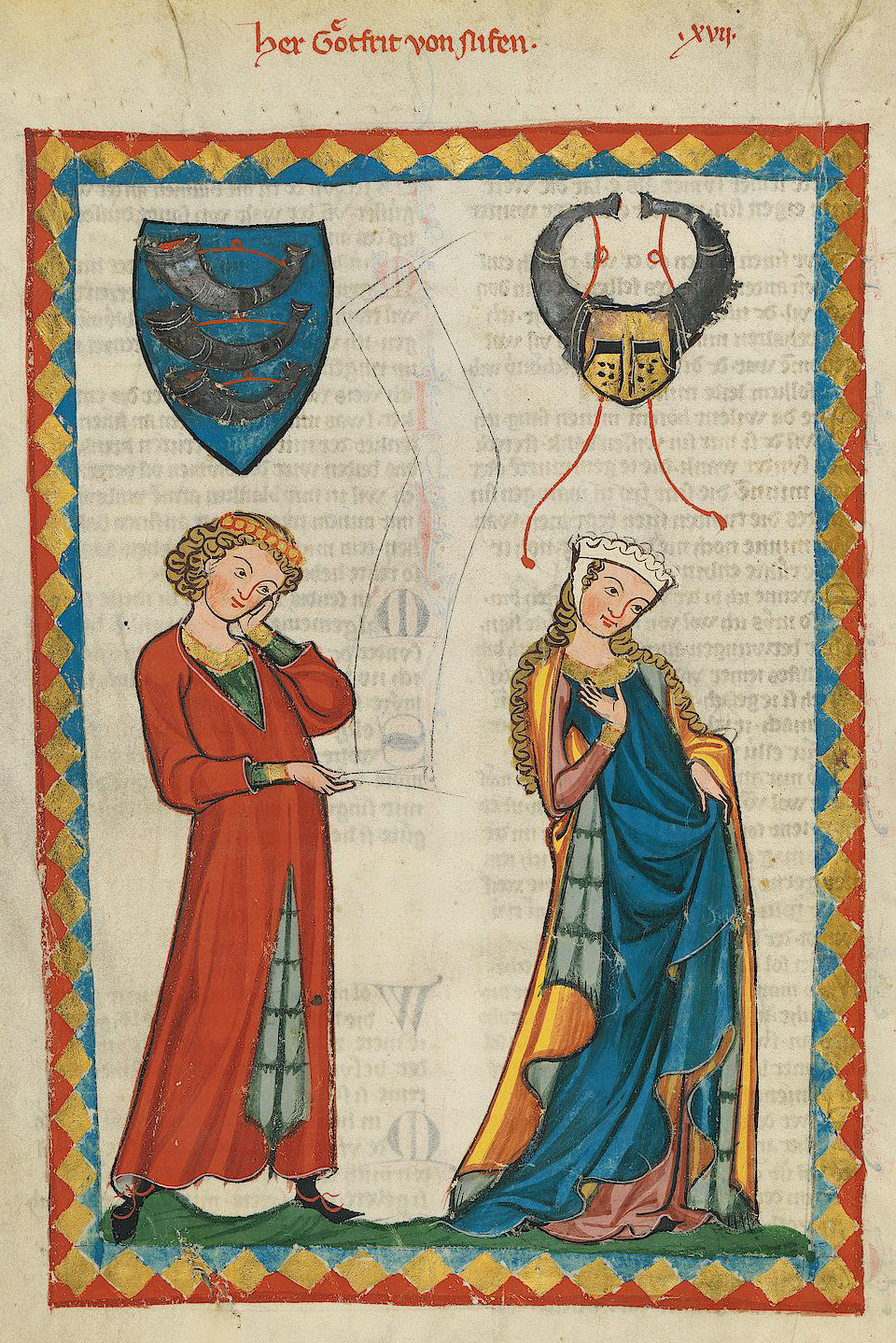
Amour courtois selon le Codex Manesse vers 1330.

### Meliador
Rédigé vers 1380, Meliador est un long roman de 30 772 vers qui met en scène les exploits des héros arthuriens. Considéré comme « le dernier des romans arthuriens  en vers octosyllabiques », la trame de ce long roman se résume ainsi : 

« la fille du roi d'Écosse, Hermondine, est poursuivie par Camel de Camois. La cousine et  confidente  de la princesse,  Florée,  pour  obvier  au  danger d'une   telle  poursuite,  propose  une  immense  quête afin  de déterminer qui est le meilleur  chevalier du monde, celui qui serait digne de  devenir l'époux de  l'héritière du trône d'Écosse, la belle Hermondine. Tout  dans  cette  quête est conçu par  les femmes, mais ce sont le roi d'Écosse  et le roi Arthur qui proclament cette compétition et nomment  12 arbitres. »

Le découvreur et premier éditeur moderne de ce roman lui a reproché de comporter un trop grand nombre de héros et de ressembler aux romans de chevalerie dont se moque Cervantes au début de Don Quichotte. Répondant à cette critique, Dembowski explique : 

« Le véritable  héros  de  ces deux  œuvres,  c'est la  chevalerie  européenne,  collective,  hiérarchisée. Meliador, fils  du  duc  de  Cornouailles, n'est qu'un primus  inter  pares parmi  ces jeunes et innocents  chevaliers arthuriens. Il est vainqueur  de  trois  grands  tournois  et,  avant  cela,  vainqueur  du duel  contre  Camel  de  Camois, chevalier  amoureux, comme tous  les  autres,  mais  impétueux, cruel et agressif. Meliador élimine ce  perturbateur de la paix  courtoise. »

Cette fiction pleine de « jeux,  tournois, joutes  et  réjouissances publiques » exprime mieux que les Chroniques les aspirations des nobles de l'époque. La géographie est très souvent réelle, ainsi que les enjeux géopolitiques et surtout la description des mentalités : « Froissart présente une image, bien sûr idéalisée  mais pourtant vraie, des  aspirations de la classe noble, qui reculait de plus en plus devant  les progrès de l'art militaire. Désormais, l'infanterie, la cavalerie légère et surtout les archers domineront de plus en plus les champs de bataille où jadis régnaient les prouesses individuelles. »

### Autres œuvres
- Dits et débats (Le Temple d'Honneur, Le Joli Mois de mai, Le dit de la Marguerite, Le Dit dou Bleu Chevalier, le Débat dou Cheval et dou Lévrier, Le dit dou Florin, La Plaidoirie de la Rose et de la Violette)
- Le paradis d'amour (1361)
- L'orloge amoureus (1368)
- L’Épinette amoureuse (ca 1369)
- Lais amoureus et de Nostre Dame
- Pastourelles
- La Prison amoureuse (1362)
- Le Joli Buisson de Jonece (1373)
- Ballades
- Virelais
- Rondeaux

## Postérité
Bien plus qu'à sa poésie, Froissart doit sa gloire à ses monumentales Chroniques dont les textes sont conservés dans plus de 100 manuscrits enluminés. L'un des exemplaires les plus richement enluminés est le manuscrit de Gruuthuse.

### Horloge et foliot
Jean Froissart est également connu pour avoir été l'un des premiers à parler de l'échappement à foliot des horloges dans le poème Li Orologe amoureus datant de 1368, le  mot « foliot » semblant avoir été forgé à cette occasion.

## Hommages
Une station du métro de Paris et une statue portent son nom, ainsi qu'une place et une stèle à Valenciennes, un collège à Quiévrechain, une place et une statue à Chimay.

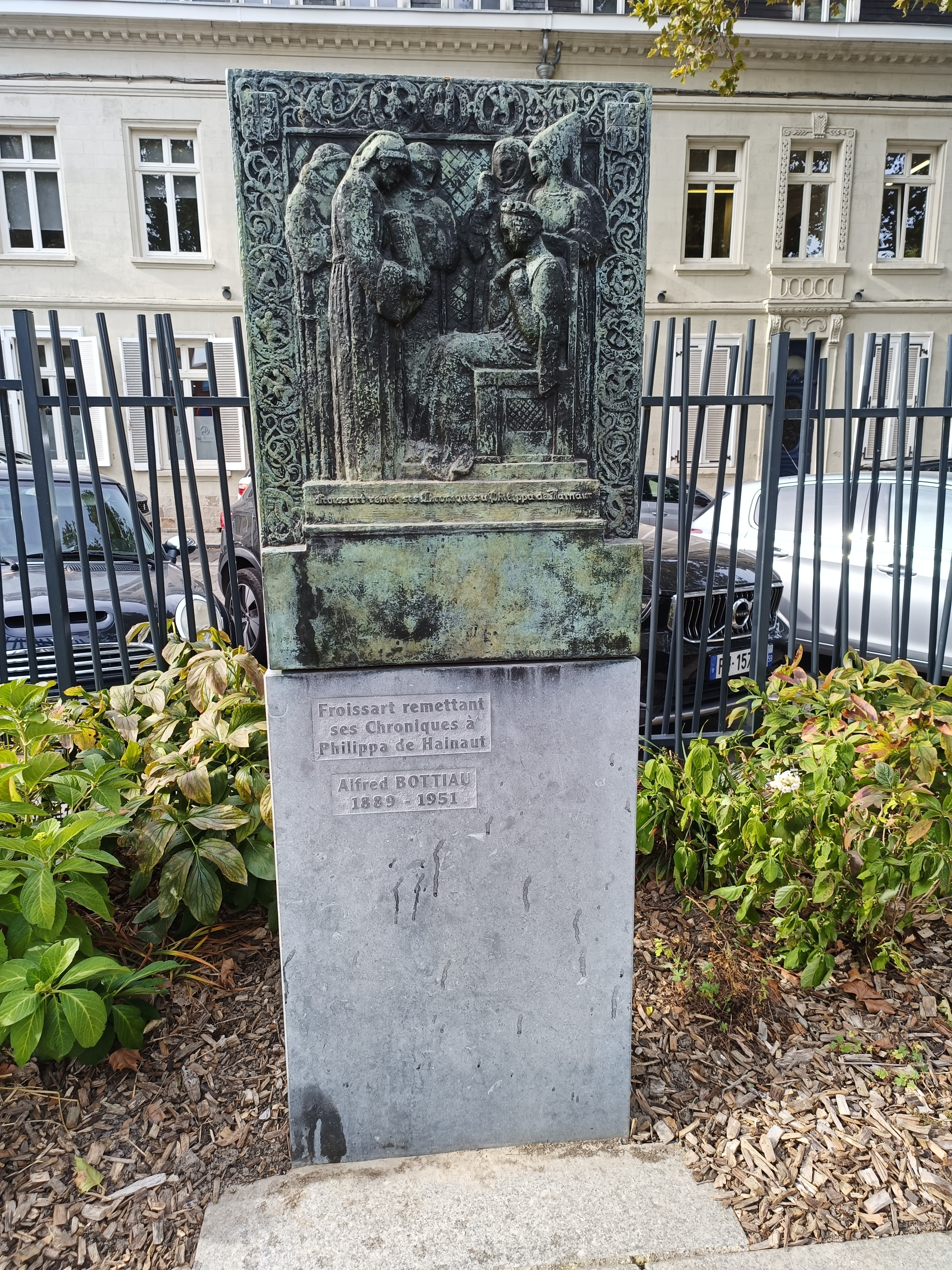
Bas-relief d'Alfred-Alphonse Bottiau à Valenciennes
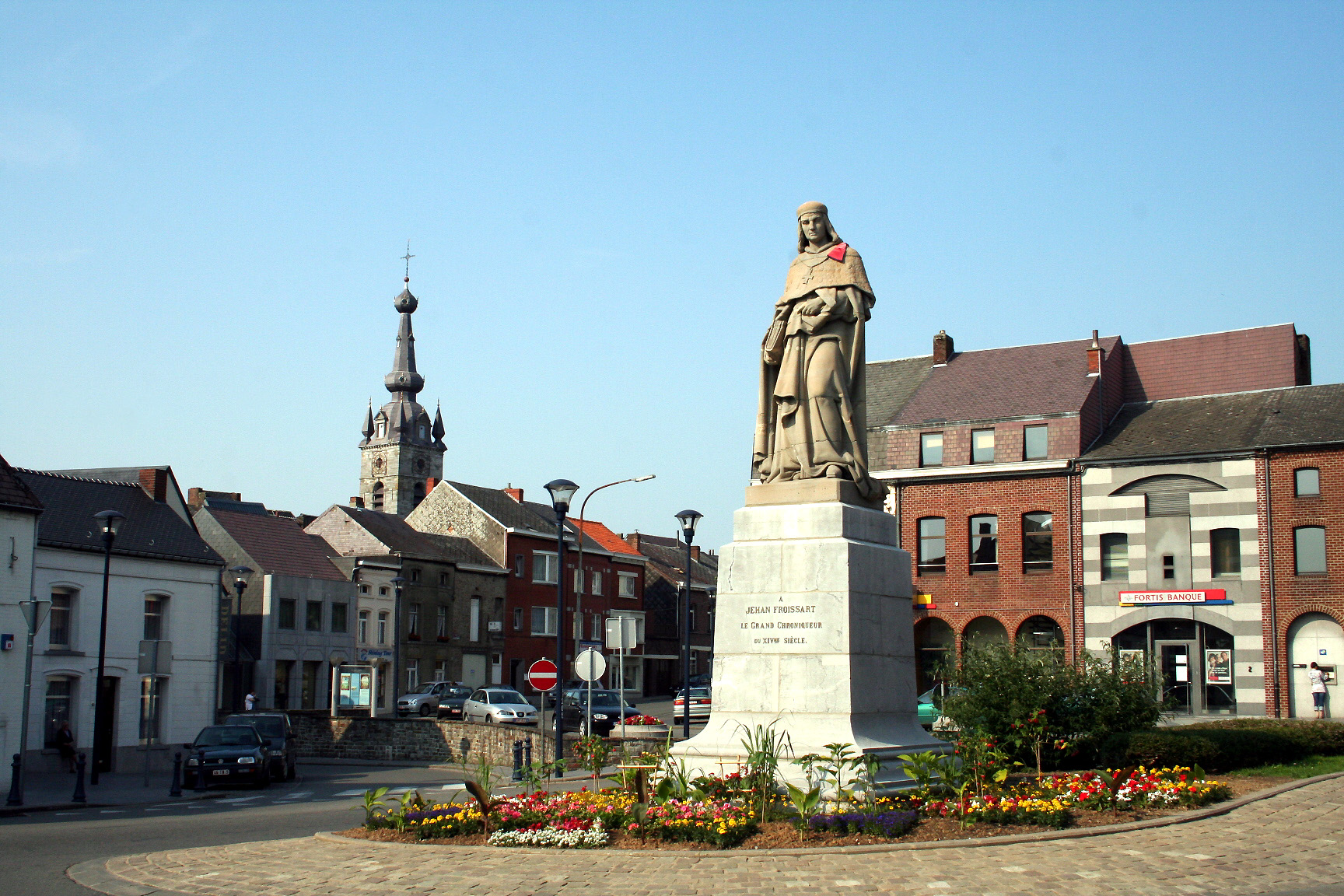
Statue à Chimay
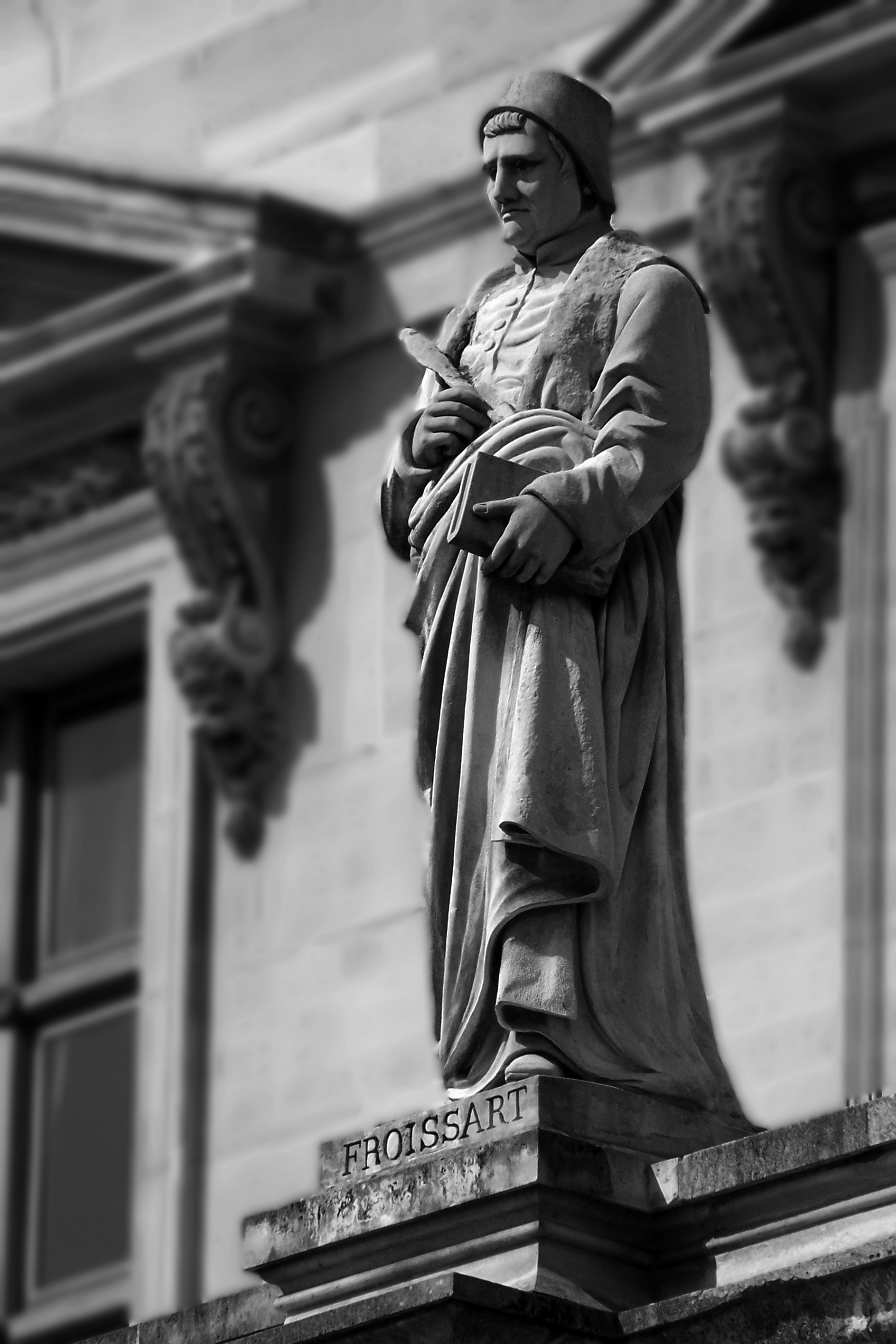
Statue de Philippe Lemaire dans la cour du Louvre

### Iconographie
Sculptures
- 1848 - Statue par Joseph Jaquet située place Froissart à Chimay
- 1856 - Statue par Henri Lemaire située dans le square Froissart à Valenciennes Maurice Culot, Valenciennes : les Canonniers, Paris, Édition Norma, 1998, 127 p. (ISBN 2-909283-42-9), p. 122)
- 1857 -  Statue par Philippe Joseph Henri Lemaire dans aile Turgot, Palais du Louvre

### Notices
- Notices d'autorité :   - VIAF
  - ISNI
  - BnF (données)
  - IdRef
  - LCCN
  - GND
  - Italie
  - CiNii
  - Pays-Bas
  - Pologne
  - Israël
  - NUKAT
  - Catalogne
  - Suède
  - Vatican
  - Australie
  - Croatie
  - Tchéquie
  - WorldCat
- Notices dans des dictionnaires ou encyclopédies généralistes :   - Britannica
  - Den Store Danske Encyklopædi
  - Deutsche Biographie
  - Dictionnaire des Wallons
  - Enciclopedia italiana
  - Gran Enciclopèdia Catalana
  - Hrvatska Enciklopedija
  - Internetowa encyklopedia PWN
  - Nationalencyklopedin
  - Oxford Dictionary of National Biography
  - Store norske leksikon
  - Treccani
  - Universalis
- Ressources relatives aux beaux-arts :   - British Museum
  - J. Paul Getty Museum
  - National Portrait Gallery
- Ressource relative à la littérature :   - Archives de littérature du Moyen Âge
- Ressource relative au spectacle :   - Internet Broadway Database
- Ressource relative à la musique :   - MusicBrainz
- Ressource relative à la recherche :   - Isidore